# Kad zvoni?
Kad zvoni? je hrvatska tinejdžerska serija koja je s prikazivanjem krenula 13. veljače 2005. godine na HRT-u. Prikazivala se jednom tjedno, nedjeljom u poslijepodnevnom terminu.

## Sinopsis
Serija obrađuje neobične, komične i ponekad tužne dogodovštine iz života glavnih likova. U središtu su trojica dječaka - Denis, Igor i Žac - koji pohađaju treći razred, te četiri prvašice - Ira, Sanja, Klara i Julijana. Njihovi međusobni odnosi - svađe, prijateljstva, simpatije i ljubavi - glavni su pokretač radnje.
Ira je djevojka oštra na jeziku, ali ipak spremna svima priskočiti u pomoć, osim Denisu kojeg mrzi. Naime, njezin otac Luka napustio je obitelj i oženio se Denisovom majkom Dunjom. Irina majka Lela razvedena je profesorica matematike koja još uvijek gaji osjećaje prema bivšem suprugu, poznatom rock kritičaru, vrlo šarmantnom i vrlo neodgovornom Irinom ocu Luki.
Osim Ire, prate se i životi njezinih prijatelja iz školskih klupa.

## Pregled serije
| Sezona | Sezona | Epizoda | Originalno emitiranje | Originalno emitiranje |
| Sezona | Sezona | Epizoda | Premijera sezone      | Kraj sezone           |
| ------ | ------ | ------- | --------------------- | --------------------- |
|        | 1      | 20      | 13. veljače 2005.     | 26. lipnja 2005.      |

## Glumačka postava

### Glavna glumačka postava
| Glumac/glumica     | Lik      |
| ------------------ | -------- |
| Iva Šulentić       | Ira      |
| Marko Makovičić    | Denis    |
| Robert Bošković    | Žac      |
| Jelena Hadži-Manev | Klara    |
| Marko Jelić        | Igor     |
| Judita Franković   | Sanja    |
| Maja Kanurić       | Julijana |

### Sporedna glumačka postava
| Glumac/glumica     | Lik                   |
| ------------------ | --------------------- |
| Ljiljana Bogojević | Lela                  |
| Mila Elegović      | profesorica biologije |
| Leon Lučev         | profesor tjelesnog    |
| Lela Margitić      | profesorica likovnog  |
| Branko Meničanin   | profesor hrvatskog    |
| Alma Prica         | Dunja                 |
| Maja Nekić         | Nina                  |
| Angel Palašev      | ravnatelj             |
| Slavko Juraga      | Luka                  |
| Branka Cvitković   | profesorica fizike    |
| Ivana Bolanča      | profesorica engleskog |